# Chnumhotep II.
Chnumhotep II. byl šlechtic, úředník a kněz za vlády faraonů Amenehmeta II.  a Senusreta II. Byl nomarchou 16. nomu Oryx v Horním Egyptu. Byl nositelem řady funkcí dědičný princ, člen elity, pán Nechebu nebo Dozorce východní pouště. Jeho pozice a správní pravomoci byly dědičně přenášeny od děda Chnumhotepa I., do kterých ho jmenoval již Amenemhet I., přešly pak na jeho otce Neheri.

## Genese

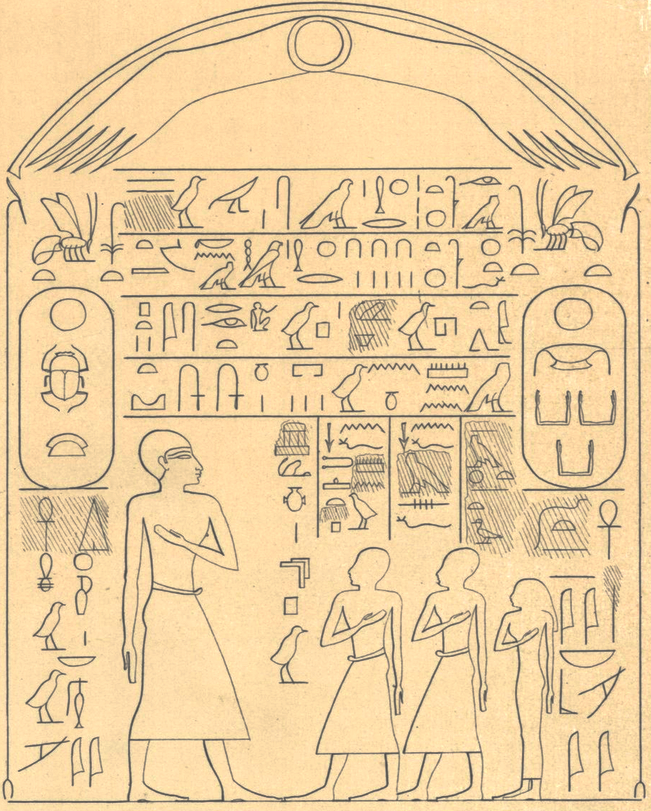
Stela XII. dynastie; kartuše vlevo Senusret II. 3. rok vlády, vpravo Amenemhet II. 35 roků vlády; Muzeum Berlín

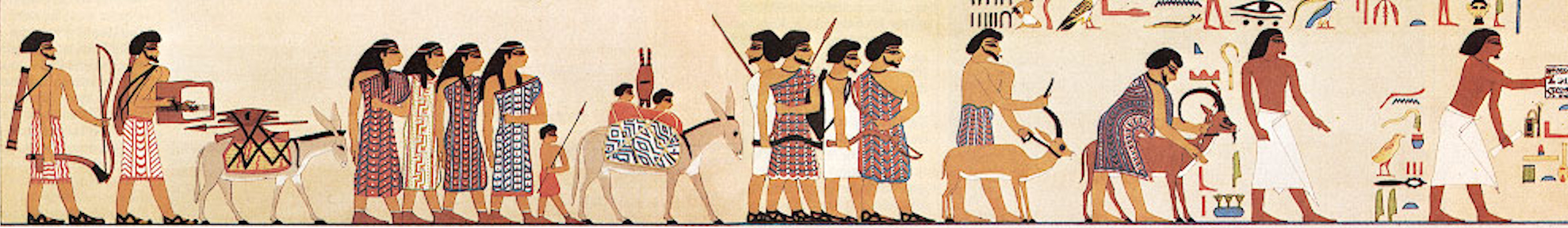
Skupina Asijců (~Kanaánci) přináší dary Chunhotepovi; muž s kozorožcem núbijským je označen jako Hyksós Abiša

Ptáci, netopýři, motýli; malba v hrobce BH3

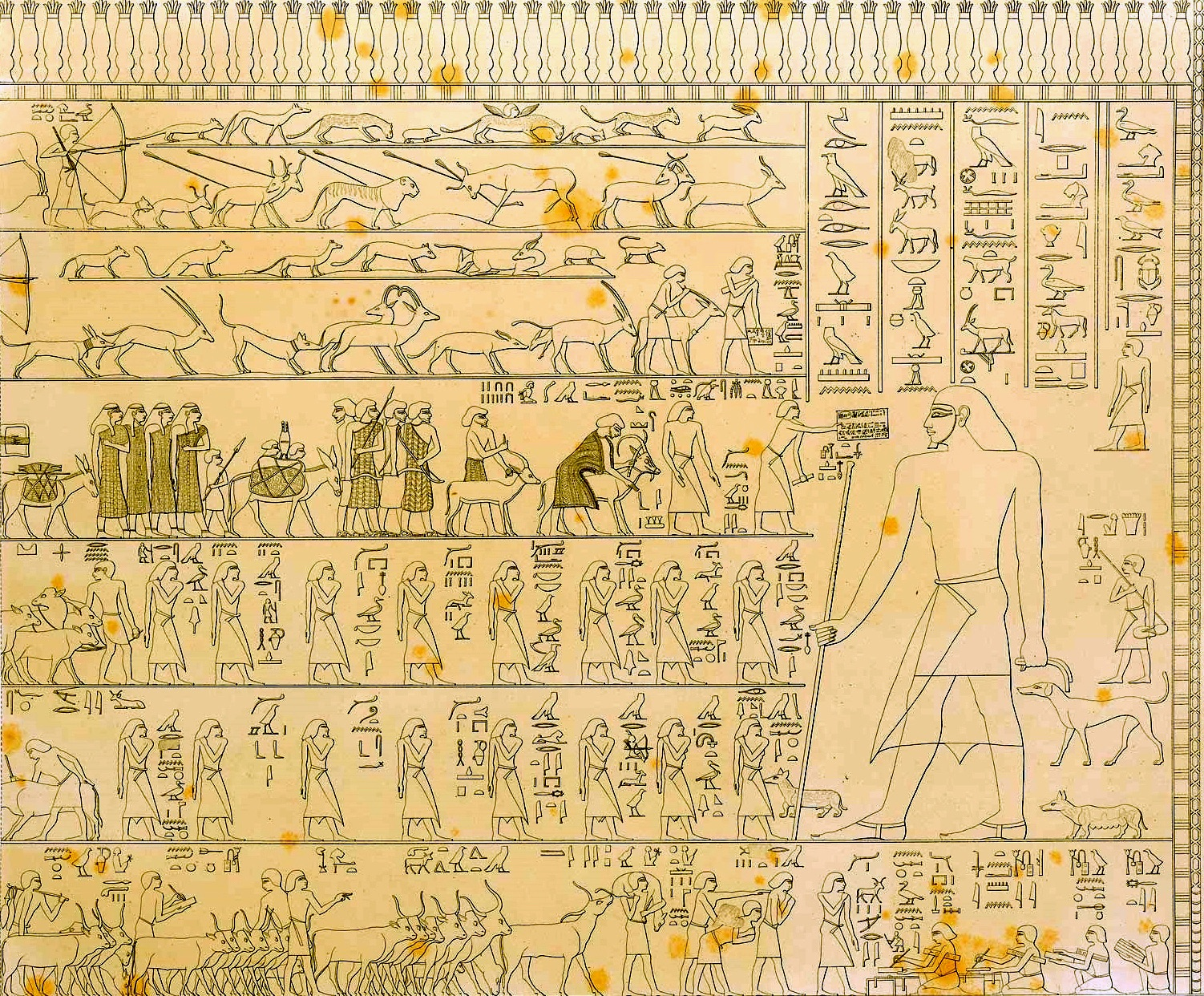
Hrobka HB3, Chnumhotepa II. v Beni Hasan; lovci a služebníci přinášejí dary

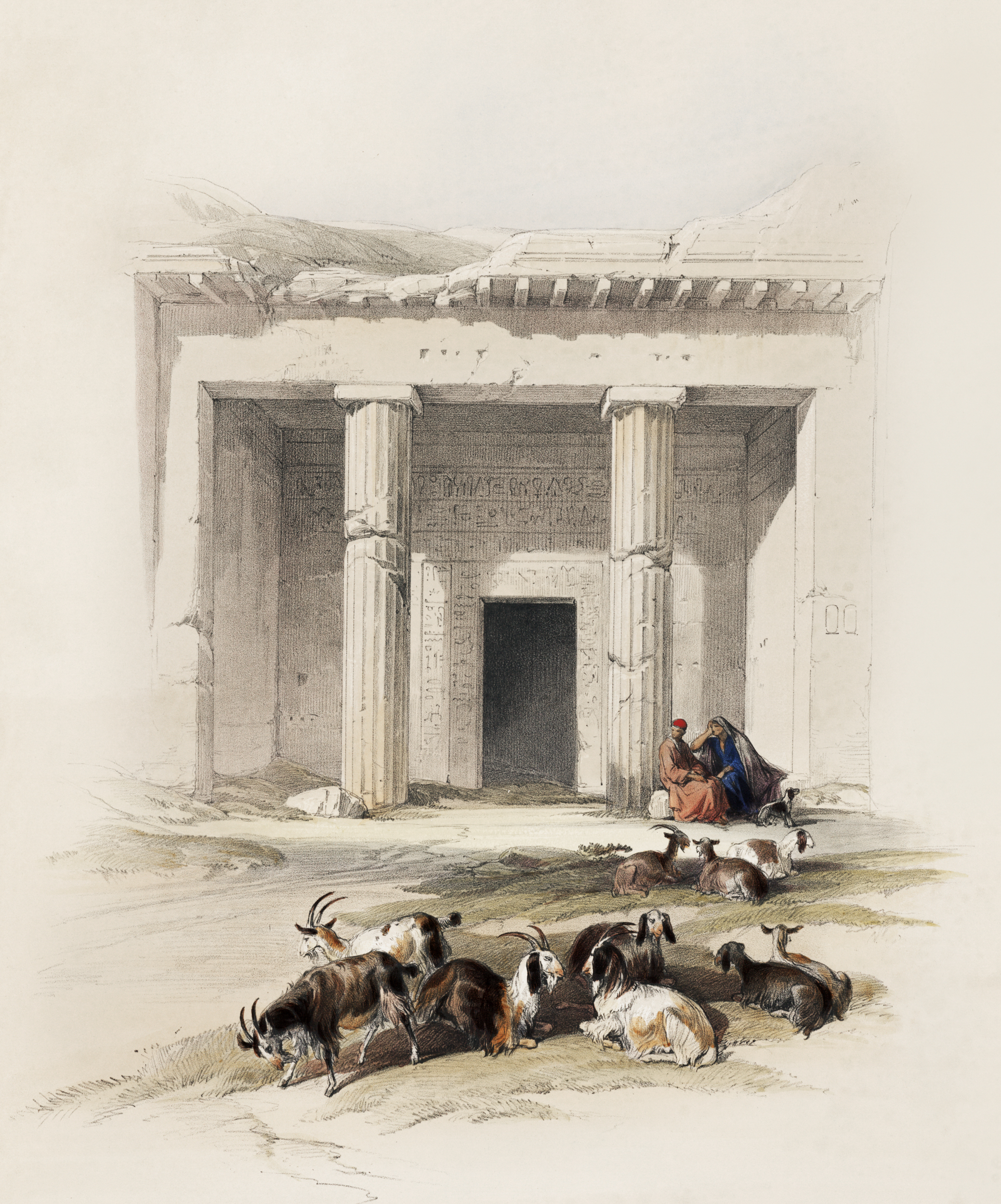
Vstup do hrobky Beni Hasan; kresba David Roberts (1796-1864

Mapa Egypta a správních nomů v období Střední říše

První přechodná doba, která se datuje od konce 6. dynastie, zejména jako důsledek vlády faraonů Pepiho I. a II., kteří vládli Egyptu déle než 120 roků a vládu rozdělili do dvou nesourodých celků Horního a Dolního Egyptu, které měli rozdílné hospodářské podmínky a nesporně i vliv náboženských tradic Amonova kultu v Thébách, na straně jedné a bohatého Dolního Egypta na severu v deltě s tradicí vlády v Memfis a Ptahova kultu, na straně druhé. Rozmělnění vládnoucí moci mezi vzájemně soupeřícím nomarchy, migrace ze západní pouště na jihu a mořských národů na severu byly vedlejší faktory. Z tohoto období jsou k dispozici jen zlomky historického vývoje a absence uměleckých či stavebních artefaktů a v neposlední řadě i nejistá chronologie pro 7. až první polovinu 11. dynastie, tedy období trvající asi 215 let. Úsilí k opětovnému sjednocení vlády do centrálně řízené země se uvádí až ke konci 11. dynastie za vlády Mentuhotepa II., od 14. roku jeho vlády (~1995 př. n. l.). Protože nezanechal následníka, vlády se ujal jeho "první" vezír Amenemhet a sjednocení Egyptu dovršil. Obnovil a konsolidoval státní správu, zabezpečil hranice země, na jihu až ke druhému kataraktu. Je samozřejmé, že celé toto dílo organizovali vyšší úředníci a celý správní systém. Jedním z faraonu nejbližších byl Chnumhotep I., kterého jmenoval dědičným princem (knížetem) ve městě Menat Chufu a guvernérem 16. nomu Oryx. Jeho vnuk Chnumhotep II. jako jeden z nejvyšších úředníků, Amenemheta II. pověřený četnými správními i ekonomicky odpovědnými pravomocemi, sloužil faraonovi od jeho 16. do 35. roku jeho vlády, pak i jeho následníku Senusretovi II. 6 roků.

## Rekultivace oázyFajúm
Panovníci 12. dynastie, kteří si za své centrální sídlo zvolili nově vybudované město Lišt, asi 100 km jižně od Káhiry , usilovali o zvýšení produkce potravin rekultivací oázy Fajjúm, jejíž rozloha ~42 km2 byla málo využitelná v důsledku zasolení vod a půdy, které dřívější generace nedovedly řešit. Projekt zlepšení podmínek pro zemědělství spočíval v odsolení přívodem sladké vody z Nilu. Realizované řešení zahrnovalo zbudováním propustí mezi oázou s Nilem u města Al Lahun, Josefovým kanálem (Bahr Yussef)  na západním břehu a přehradou na horním toku Nilu u města Dairu. Tento projekt se postupně realizoval za vlád zejména Amenemheta II. a Senusreta II., přičemž  zahrnovalo území nomů od Asjútu až po Fajúm a (~230 km), vlastně správními nomy 16.–21. Prováděné práce, jejich logistické zabezpečení a lidské síly byly řízeny nejvyššími úředníky a jedním z nich byl Chnumhotep II., který byl nositelem (kromě dalších významných) titulů Superintendant kanálů, Správce východní pouště, "Strážce pečeti."
| m | r · Z1 | N38 · Z2 | \| | G1 | r · O49 | t · Z1 | \| | W9 | E3 | V28 | R4 · X1 · p |Superintedant kanálů, Guvernér nového města (Menat Chufu ), Chnumhotep (II.)

## Nekropole Beni Hasan
Nekropole se rozprostírá ~5 km severně od města Beni Hasan El Shorouk na pravém břehu Nilu a západním svahu pahorkatiny východní pouště. Newberry uvádí existenci 39 hrobek, zachovalejší a podrobněji popisované, pocházejí z 12. dynastie, další ať již nedokončené nebo neidentifikované se připisují do staršího období Střední říše. 
Identifikované hrobky 12. dynastie, č. 2 patřila Amenemhetovi, nomarchovi 16. nomu Oryx z období vlády Senusreta I., hrobka č. 3 nomarchovi Chnumhotepu II. za vlády Senusreta II., č. 4 nedokončená hrobka Chnumhotepa IV. a konečně hrobka č. 14 je připisovaná Chnumhotepu I. guvernéru 16. nomu Oryx za vlády Amenemheta I. Z nich, s bohatou a výtvarně nejcennější výzdobou, je právě hrobka č. 3 Chnumhotepa II.

## Hrobka BH3
Nekropole v Beni Hasan byla zkoumána již v počátcích egyptské archeologie, jako byli Champollion (1828), Lepsius (1842) a další. Podrobnější prozkoumání hrobek provedly expedice "Egypt Exploration Fund" v 1880–1892 a podrobné výsledky publikoval Newberry.
Honosná hrobka velmože Chnumhotepa II. BH3 má vnější fasády, tři lodě a výklenky pro sochy. Hlavní komora má rozměry, délka 958 cm, šířka 970 cm, výška 589 cm, svatyně obdobně 308x232x292 cm, v její čele byla původně umístěna socha Chnumhotepa, ze které se zachovaly jen drobné zlomky. Na stěnách jsou polychromované malby. Do pohřební komory vede svislá šachta hluboká 660 cm končící vstupem do vlastní pohřební komory 292x274x243 cm. Z pohřební výbavy se nic nezachovalo, navíc se ukázalo, že v pozdějších dobách byla hrobka opakovaně použita pro následné pohřby. Malby v hlavní komoře zobrazují Chnumhotepa jako mocného velmože přijímajícího dary, na lovu zvěře se svým synem, lov ryb. Bohatě zdobená je sloupová předsíň u vstupu do hlavní komory.
V hlavní komoře, na stěně pod malbami, je rozsáhlý hieroglyfický zápis jeho biografie, obsahující 222 svislých sloupců, které pro dokumentaci zkopíroval Burtom 1826  a posléze publikoval v roce 1830. Řada autorů se pokoušela o jeho přečtení a interpretaci.
Nápis Chnumhotepa II. je důležitým zdrojem pro studium vztahů mezi mocnými nomarchy, místními šlechtickými rody 12. dynastie a jejich současnými faraony. V úvodní části je datace, kdy Chnumhotep II. byl v 19. roce vlády Amennemheta II. ustanoven princem v městě Menat Chufu , coby dědictví po dědovi Chnumhotepovi I., a guvernérem nomu Oryx . Zmiňuje svého otce Neheri, který byl dědičně následníkem a pak i on po svém otci zdědil pozici guvernéra v nomu Oryx se
sídlem v Manet Chufu a v hrobce nechal zapsat:
Král Horního a Dolního Egypta, Nubkure (Amenemhet II), kterému je dán život, stabilita, spokojenost, jako Re mi navždy přinesl, být synem hraběte v "Paláci Amenemheta I.", k dědictví pravidla otce mé matky, protože tak velmi miloval spravedlnost. Je to sám Atum, Nubkure (Amenemhet II.), kterému je dán život, stabilita, spokojenost, radost jeho srdce, jako Re, navždy. Jmenoval mě roku 19. jeho vlády, v Menet-Khufu
§629
V další textu adoruje jím vybudované stavby a svoji zbožnost:
Potom jsem zdobil půdu a její poklady rostly ve všech věcech. Já jsme zvěčnil jméno svého otce. Ozdobil jsem domy Ka a jejich obydlí. Uložil jsem své sochy do chrámu a věnoval jsem pro ně jejich oběti, chléb, pivo, vodu, víno, kadidlo a hovězí klouby připisované zádušnímu knězi. Také jsem ho obdaroval polem a rolníky. Přikázal jsem zádušní oběťi, chléb, pivo, vola a husy, při každé hostině svátku,i velkém i malém, také při první svátku v roce na nový rok a na malý svátek posledního roku, velký svátek, …v mezidobí 5 dnů. 12 měsíčních svátků, a 12 svátků v půli měsíců. Každý svátek těm šťastných v (údolní) rovině i těm na horách, šťastným živým i mrtvým. Nyní, pokud jde o zádušního kněze, nebo kdyby kdokoliv je rušil, ten a jeho syn nepřežijí na svém místě
 §630
Svoji péči věnoval i památce předků:
Moje hlavní poslání šlechtice bylo opravit otcovu hrobku a každý muž by měl tak napodobovat to, co dělal jeho otec, který si postavil dům z dobrého kamene z Ayan pro svoje Ka ve svém městě Mer-Nofret, aby navždy zvěčnil jeho jméno na jeho hrobce v nekropoli, aby jeho jméno přebývalo v ústech lidu a přebývalo také v ústech živých v jeho skvělém domě věčnosti, v přízni královy přítomnosti a jeho lásky ke dvoru
§635
V posledním sloupci nápisu je uvedeno jméno architekta (stavitele) hrobky, superintendanta Baqt.

## Epilog
Nom Oryx byl jednou z nejproduktivnějších oblastí v údolí Nilu. Vládci nomu Oryx dosáhli svého vrcholu bohatství během rané Střední říše, kdy přeorientovali své aktivity na jih a vybudovali pevnější vztahy se sousedním 15. nomem Hare s centrem v Hermopolis (nyní El-Ashmunein]. Jejich centrální poloha ve středním Egyptě znamenala, že nomem procházely skupiny cizinců, provozoval se tudy čilý obchod mezi severem a jihem až do Nubie.

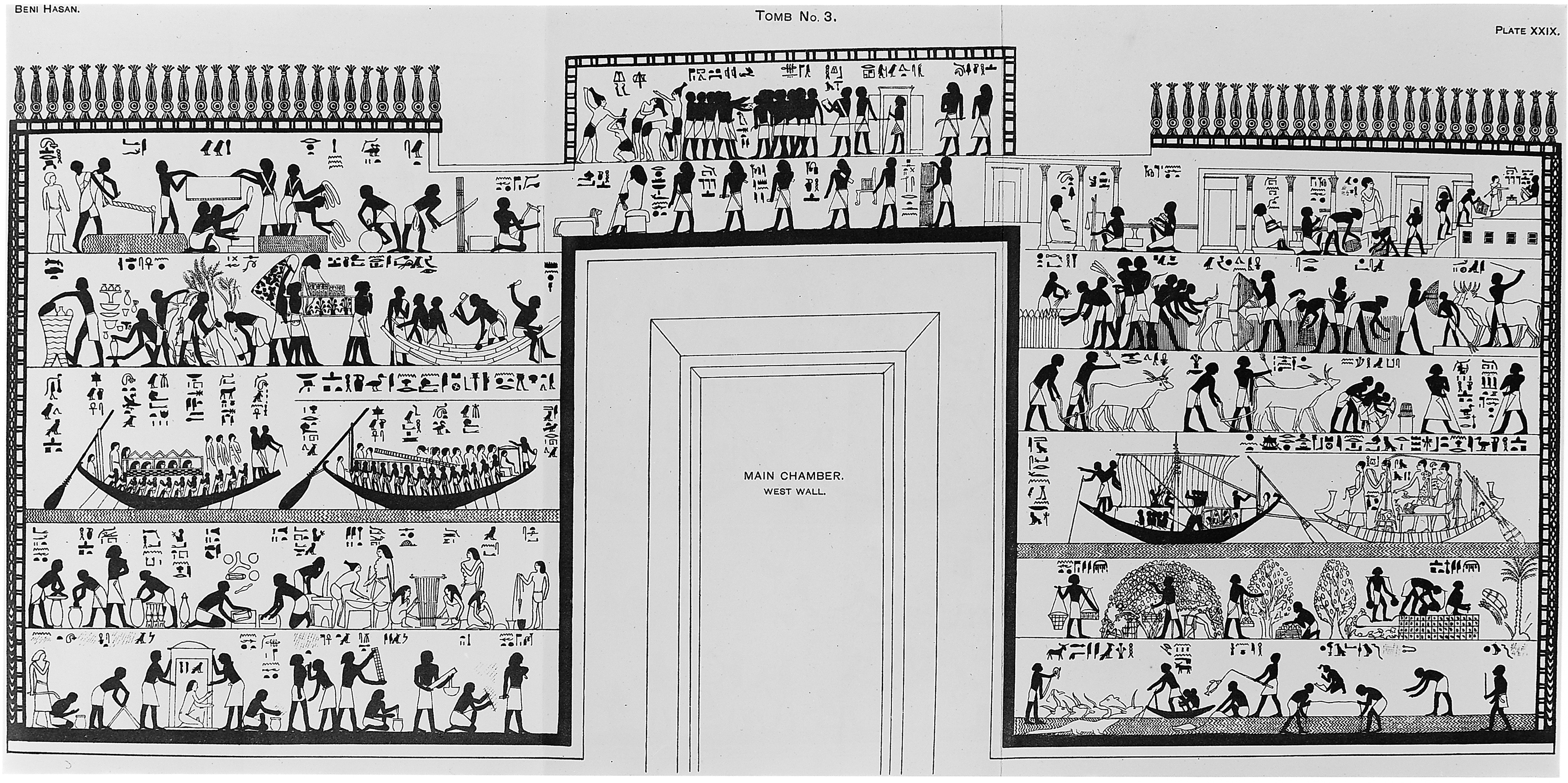
Kresby na západní stěně hlavní komory hrobky BH3